# Calliotropis
Calliotropis is een geslacht van weekdieren uit de klasse van de Gastropoda (slakken).

## Soorten
| - Calliotropis abyssicola Rehder & Ladd, 1973 - Calliotropis acherontis B. A. Marshall, 1979 - Calliotropis actinophora (Dall, 1890) - Calliotropis aeglees (Watson, 1879) - Calliotropis ambigua (Dautzenberg & Fischer, 1896) - = Solariella ambigua Dautzenberg & H. Fischer, 1896 - Calliotropis ammos Vilvens, 2012 - Calliotropis andamanensis Hickman, 2016 - Calliotropis annonaformis Lee & Wu, 2001 - Calliotropis antarctica Dell, 1990 - Calliotropis arenosa Helwerda, Wesselingh & S. T. Williams, 2014 † - Calliotropis asphales Vilvens, 2007 - Calliotropis babylonia Vilvens, 2006 - Calliotropis basileus Vilvens, 2004 - Calliotropis bicarinata (Schepman, 1908) - Calliotropis blacki B. A. Marshall, 1979 - Calliotropis boucheti Poppe, Tagaro & Dekker, 2006 - Calliotropis bucina Vilvens, 2006 - Calliotropis bukabukaensis Hickman, 2016 - Calliotropis calatha (Dall, 1927) - Calliotropis calcarata (Schepman, 1908) - Calliotropis canaliculata Jansen, 1994 - Calliotropis carinata Jansen, 1994 - Calliotropis carlotta (Dall, 1902) - Calliotropis ceciliae Vilvens & Sellanes, 2010 - Calliotropis ceratophora (Dall, 1896) - Calliotropis chalkeie Vilvens, 2007 - Calliotropis chunfuleei Chino, 2014 - Calliotropis chuni (Martens, 1904) - Calliotropis concavospira (Schepman, 1908) - Calliotropis conoeides Vilvens, 2007 - Calliotropis cooperculum Vilvens, 2007 - Calliotropis coopertorium Vilvens, 2007 - Calliotropis crustulum (Vilvens & Sellanes, 2006) - = Otukaia crustulum Vilvens & Sellanes, 2006 | - Calliotropis crystalophora Marshall, 1979 - Calliotropis cycloeides Vilvens, 2007 - Calliotropis cynee Vilvens, 2007 - Calliotropis delli B. A. Marshall, 1979 - Calliotropis dentata Quinn, 1991 - Calliotropis denticulus Vilvens, 2007 - Calliotropis derbiosa Vilvens, 2004 - Calliotropis dicrous Vilvens, 2007 - Calliotropis echidna Jansen, 1994 - Calliotropis echidnoides Vilvens, 2007 - Calliotropis effossima (Locard, 1898) - == Solariella effossima Locard, 1898 - Calliotropis elephas Vilvens, 2007 - Calliotropis eltanini Dell, 1990 - Calliotropis enantioserrata Hickman, 2016 - Calliotropis equatorialis (Dall, 1896) - Calliotropis ericius Vilvens, 2006 - Calliotropis eucheloides B. A. Marshall, 1979 - Calliotropis excelsior Vilvens, 2004 - Calliotropis fenestrata (Suter, 1917) † - Calliotropis francocacii Poppe, Tagaro & Dekker, 2006 - Calliotropis galea (Habe, 1953) - Calliotropis gemmulosa (A. Adams, 1860) - Calliotropis globosa Quinn, 1991 - Calliotropis glypta (Watson, 1879) - Calliotropis granolirata (G. B. Sowerby III, 1903) - Calliotropis grata Thiele, 1925 - Calliotropis hataii Rehder & Ladd, 1973 - Calliotropis helix Vilvens, 2007 - Calliotropis hondoensis (Dall, 1919) - Calliotropis hutchinsoniana Laws, 1939 † - Calliotropis hysterea Vilvens, 2007 - Calliotropis infundibulum (Watson, 1879) - Calliotropis keras Vilvens, 2007 - Calliotropis lamellifera Jansen, 1994 | - Calliotropis lamuluensis Hickman, 2016 - Calliotropis lateumbilicata Dell, 1990 - Calliotropis limbifera (Schepman, 1908) - Calliotropis lissocona (Dall, 1881) - Calliotropis locolocoensis Hickman, 2016 - Calliotropis malapascuensis Poppe, Tagaro & Dekker, 2006 - Calliotropis metallica (Wood-Mason & Alcock, 1891) - Calliotropis micraulax Vilvens, 2004 - Calliotropis midwayensis (Lan, 1990) - Calliotropis minorusaitoi Poppe, Tagaro & Dekker, 2006 - Calliotropis mogadorensis (Locard, 1898) - Calliotropis motutaraensis Powell, 1935 † - Calliotropis multisquamosa (Schepman, 1908) - Calliotropis muricata (Schepman, 1908) - Calliotropis niasensis Thiele, 1925 - Calliotropis nomisma Vilvens, 2007 - Calliotropis nomismasimilis Vilvens, 2007 - Calliotropis nux Vilvens, 2007 - Calliotropis oregmene Vilvens, 2007 - Calliotropis oros Vilvens, 2007 - Calliotropis ostrideslithos Vilvens, 2007 - Calliotropis ottoi (Philippi, 1844) - Calliotropis pagodiformis (Schepman, 1908) - Calliotropis patula (Martens, 1904) - Calliotropis pelseneeri Cernohorsky, 1977 - Calliotropis persculpta (G. B. Sowerby III, 1903) - Calliotropis pheidole Vilvens, 2007 - Calliotropis philippei Poppe, Tagaro & Dekker, 2006 - Calliotropis pistis Vilvens, 2007 - Calliotropis pompe Barnard, 1963 - Calliotropis powelli B. A. Marshall, 1979 - Calliotropis ptykte Vilvens, 2007 - Calliotropis pulchra (Schepman, 1908) - Calliotropis pulvinaris Vilvens, 2005 - Calliotropis pyramoeides Vilvens, 2007 | - Calliotropis regalis (Verrill & S. Smith [in Verrill], 1880) - Calliotropis reticulina (Dall, 1895) - Calliotropis rhysa (Watson, 1879) - Calliotropis rostrum Vilvens, 2007 - Calliotropis rudecta (Locard, 1898) - Calliotropis sagarinoi Poppe, Tagaro & Dekker, 2006 - Calliotropis scalaris Lee & Wu, 2001 - Calliotropis siphaios Vilvens, 2007 - Calliotropis solariellaformis Vilvens, 2006 - Calliotropis solomonensis Vilvens, 2007 - Calliotropis spinulosa (Schepman, 1908) - Calliotropis stanyi Poppe, Tagaro & Dekker, 2006 - Calliotropis stegos Vilvens, 2007 - Calliotropis stellaris Lee & Wu, 2001 - Calliotropis tabakaensis Hickman, 2016 - Calliotropis talismani (Locard, 1898) - Calliotropis tiara (Watson, 1879) - Calliotropis tominiensis Hickman, 2016 - Calliotropis tophina Maxwell, 1992 † - Calliotropis trieres Vilvens, 2007 - Calliotropis vaillanti (P. Fischer, 1882) - Calliotropis valida (Dautzenberg & Fischer, 1906) - Calliotropis velata Vilvens, 2006 - Calliotropis vilvensi Poppe, Tagaro & Dekker, 2006 - Calliotropis virginiae Poppe, Tagaro & Dekker, 2006 - Calliotropis wakefieldi Hayward, 1981 † - Calliotropis wilsi Poppe, Tagaro & Dekker, 2006 - Calliotropis yukikoae Poppe, Tagaro & Dekker, 2006 - Calliotropis zone Vilvens, 2007 |